# 維爾德巴赫河 (施泰納赫河支流)
50°04′16″N 10°21′11″E / 50.071068°N 10.352989°E
維爾德巴赫河是德國的河流，位於該國東南部，由巴伐利亞負責管轄，屬於施泰納赫河的右支流，河道全長6公里，發源自紹農根東南面。